# Église de scientologie
Ne doit pas être confondu avec Science chrétienne ou Église de la science divine.
L'Église de scientologie (Church of Scientology) est une organisation dévouée à la pratique et à la promotion de la scientologie, un mouvement se présentant comme religieux, et considéré comme une secte. L'Église internationale de scientologie (en) est l'organisation parente et la responsable de la gestion mondiale ainsi que de la promotion et la dissémination de la scientologie.